# Audioconferència
L'audioconferència és una manera de comunicació a distància, similar a la videoconferència, però sense el component de vídeo.
Els diferents participants en una audioconferència poden comunicar-se per veu, amb cita prèvia. El sistema permet, a la pràctica, estendre les característiques de la trucada telefònica a un nombre de persones superior a dos.
Per poder fer una audioconferència, hi ha tres camins possibles: 
- Comprar un sistema professional per a conferències d'àudio, tipus Polycom;
- Utilitzar un sistema de comunicació peer-to-peer d'Internet, tipus Skype.
- Utilitzar una servei gratuït d'audioconferència, tipus Talkyoo.

La primera de les tres opcions, el dispositiu d'audioconferència, a més d'estar caracteritzat per la qualitat d'àudio, té l'avantatge de permetre la participació de més persones en el mateix entorn, que pot seure còmodament voltant d'una taula al centre de la qual és el dispositiu, que generalment té una excel·lent capacitat de capturar les veus a distància.
El desavantatge, en aquest cas, rau en el cost de l'equip (com a mitjana uns 300 euros) i dels aparells.
La segona opció, Skype explota la tecnologia que permet la veu sobre IP (VoIP) per transmetre la veu a través d'Internet, estalviant el cost dels equips, i dels terminals telefònics.
El desavantatge en aquest cas, ve donat per la qualitat del so que no sempre és òptima (ja que depèn de la qualitat de la connexió a Internet) i el fet que no es presta a l'ús de més d'una persona en un sol lloc.
La tercera opció,Talkyoo, es basa en els serveis gratuïts prestats per empreses com Talkyoo que no requereixen l'ús de dispositius o programari especial, i permeten la participació en una conferència d'àudio des de qualsevol telèfon fix o mòbil o mitjançant el programari de veu sobre IP (VoIP).